# Wortatlas der kontinentalgermanischen Winzerterminologie
Der Wortatlas der kontinentalgermanischen Winzerterminologie (WKW) ist ein interdisziplinärer und internationaler Sprach- und Sachatlas der traditionellen europäischen Winzersprache deutscher Sprache (Weinsprache). Er dokumentiert die durch sozialen, technischen und politischen Wandel im Umbruch begriffene, altüberlieferte Weinbauernkultur deutschsprachiger Gebiete.
Im Nachfolgeprojekt Wörterbuch der deutschen Winzersprache werden die erhobenen Materialien lexikographisch aufgearbeitet.
Der Atlas wurde ab 1979 erarbeitet am Institut für Geschichtliche Landeskunde an der Universität Mainz und finanziert von der Akademie der Wissenschaften und der Literatur zu Mainz.

## Methode
Der Atlas beruht auf einem Fragebuch von etwa 400 Fragen zur Terminologie und zur Sachkultur der traditionellen, bäuerlichen Weinbauernarbeit. Das Fragebuch bezieht wesentliche Bereiche von der Botanik der Rebe bis zum fertigen Wein ein.

## Spracherhebung
Von 1981 bis 1986 wurden in 14 Staaten Europas und mehr als 420 Orten fast 1.000 Winzer befragt und ihre Aussagen auf Tonband festgehalten. Das Erhebungsgebiet fällt auf die (z. T. ehemaligen) deutschsprachigen Gebiete Europas in Ost- und Westdeutschland, Frankreich, Luxemburg, Schweiz, Liechtenstein, Italien, Südtirol, Tschechoslowakei, Österreich, Polen, in Jugoslawien, der Sowjetunion, Ungarn und Rumänien. Die sprach- und sachkundigen Erhebungen für den Atlas erstreckten sich von Ahr, Mosel und Saar bis in die Walliser Alpen, vom Neuenburgersee (Schweiz) über das Burgenland in das Banat (Ungarn) und vom Karpatenbogen (Rumänien) bis zur Krim nach Transkaukasien (Tiflis). Das nördlichste Weinbaugebiet, früher deutscher Sprache, lag bei Grünberg in Schlesien, wo ein bekannt saurer Wein wuchs.
Die praktizierte Erhebungsmethode war grundsätzlich direkt (Mitschnitt auf Tonband mit gleichzeitiger phonetischer Transkription (Schreibung) der Antworten) und wurde von den Exploratoren nach unterschiedlichen Transkriptionssystemen vorgenommen. In der Regel war der Explorationsort mit dem Arbeits- und Wohnort des Informanten identisch. Der Umfang des Fragebogens wurde so bemessen, dass eine Befragung im Rahmen eines Tages durchgeführt werden konnte. 
Diese ideale Aufnahmekonstellation war auch bei den Direktaufnahmen in der DDR, in Ungarn und Rumänien vorhanden. Sie war jedoch nicht bei den Aufnahmen möglich, welche die Ortspunkte in Polen, der Tschechoslowakei, Jugoslawien und der Sowjetunion betrafen. Hier mussten die Informanten an ihrem heutigen Wohnsitz im Westen aufgesucht und befragt werden.
Die Aufnahmen erfolgten in drei Phasen:
- Primäraufnahmen: vor Ort aufgezeichnete, bimediale Aufnahmen durch mehrere Exploratorinnen und Exploratoren
- Sekundäraufnahmen: Ergänzungsmaterialien und Zusatzaufnahmen zum fixierten Ortsnetz
- Tertiäraufnahmen: Materialien aus der Pretestphase; diese wurden nicht in die thematischen Karten des WKW eingetragen, erscheinen aber in der Legende der Karten.

## Fragebuch
Das endgültige Fragebuch gliedert sich in zwei Hauptteile. 
- Teil I: Fragen zum Erhebungsort, Fragen zur Gewährsperson, Angaben zur Aufnahme und zur Dokumentation
- Teil II: 398 Fragen zum Weinbau, die in acht Abschnitte untergliedert sind:
  - Der Weinstock und seine Teile
  - Die Traube
  - Der Weinberg
  - Der Mensch und seine Arbeit im Weinberg vor/ nach der Lese
  - Weinlese und Mostbereitung
  - Wein und Weinbehandlung
  - Weingenuss
  - Winzerbrauchtum, Winzerregeln

## Publikation
Veröffentlicht wurden 1990–1996 drei Bände: Einleitungsband, Kartenband und Kommentarband.
- Wolfgang Kleiber: Wortatlas der kontinentalgermanischen Winzerterminologie (WKW). Niemeyer, Tübingen 1996. ISBN 3484106654